# 청양향교 공자상
청양향교 공자상(靑陽鄕校 孔子像)은 대한민국 충청남도 청양군 청양읍 교월리, 청양향교에 있는 그림이다. 1993년 12월 24일 청양군의 향토유적 제5호로 지정되었다.

## 개요
강선여 선생이 1627년 명나라 희종(熹宗)이 죽어 진향사(進香使)로 선정되어 명나라에 갔을 때 명 예종(睿宗)이 상으로 내린 것이다.

## 같이 보기
- 청양향교